# Forteresse de Kouznetsk
La forteresse de Kouznetsk (en russe : Кузне́цкая крепость, Kouznetskaïa krepost) est une forteresse russe, un bastion de la ligne sibérienne dans le cours supérieur de la rivière Tom, située dans l'arrondissement de Kouznetsk de la ville de Novokouznetsk, dans l'oblast de Kemerovo-Kouzbass. Elle est un objet patrimonial culturel d'importance fédérale depuis 1960. La forteresse, en pierre, sur la montagne Voznessenskaïa, a été construite dans la ville de Kouznetsk en 1800-1820 sur ordre de l'empereur Paul Ier, dans le cadre de la ligne sibérienne visant à protéger le sud de la Sibérie de la menace chinoise. Elle n'a jamais pris part aux hostilités depuis sa construction. 
En 1846 la forteresse de Kouznetsk a été exclue de l'état-major et transférée au département des Mines de l'Altaï. Aujourd'hui, il y a un musée dans la forteresse. En 1919, elle a été incendiée pendant la guerre civile russe. L'image de la forteresse est utilisée comme emblème par certaines organisations de Novokouznetsk, notamment par le journal Kouznetsky Rabotchiy. Elle est un musée depuis novembre 1991, et a été reconstruite en 1998, 2008 et 2018,,,.

## Galerie

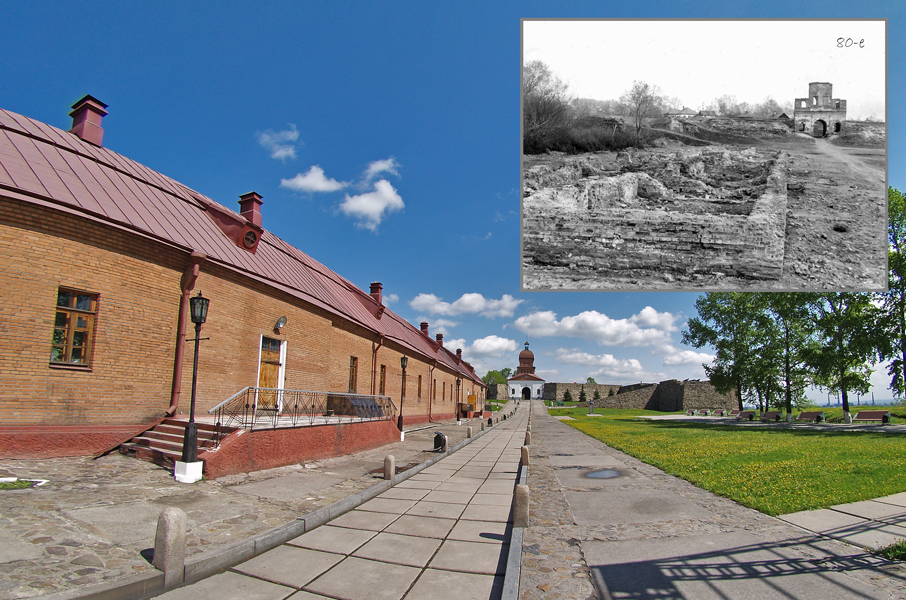
Baraque des officiers
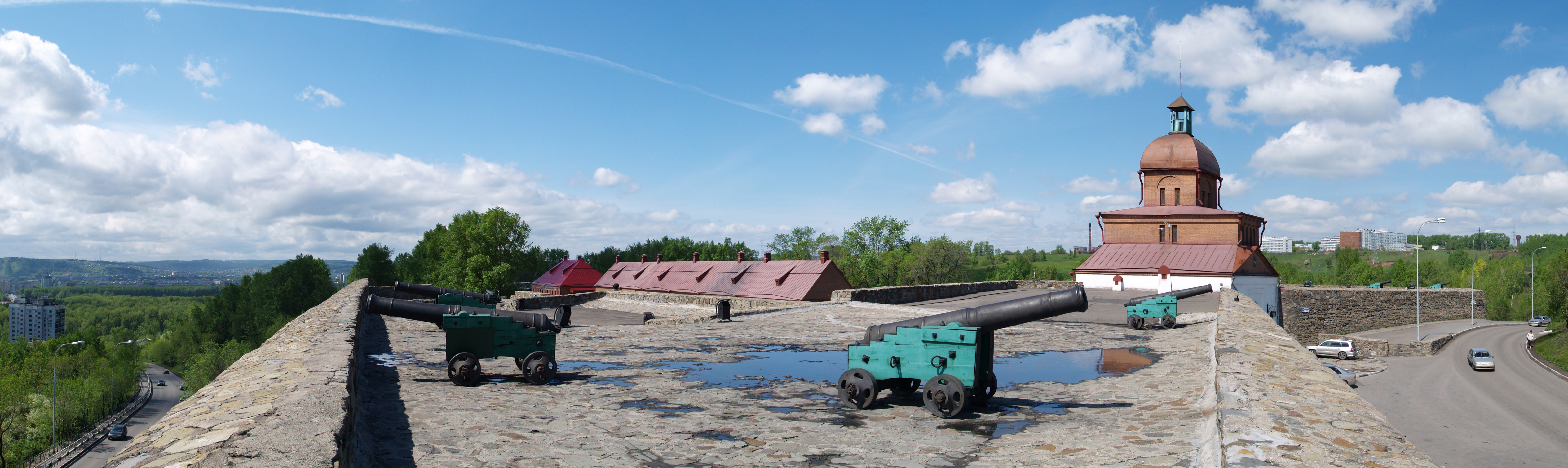
Depuis un mur.
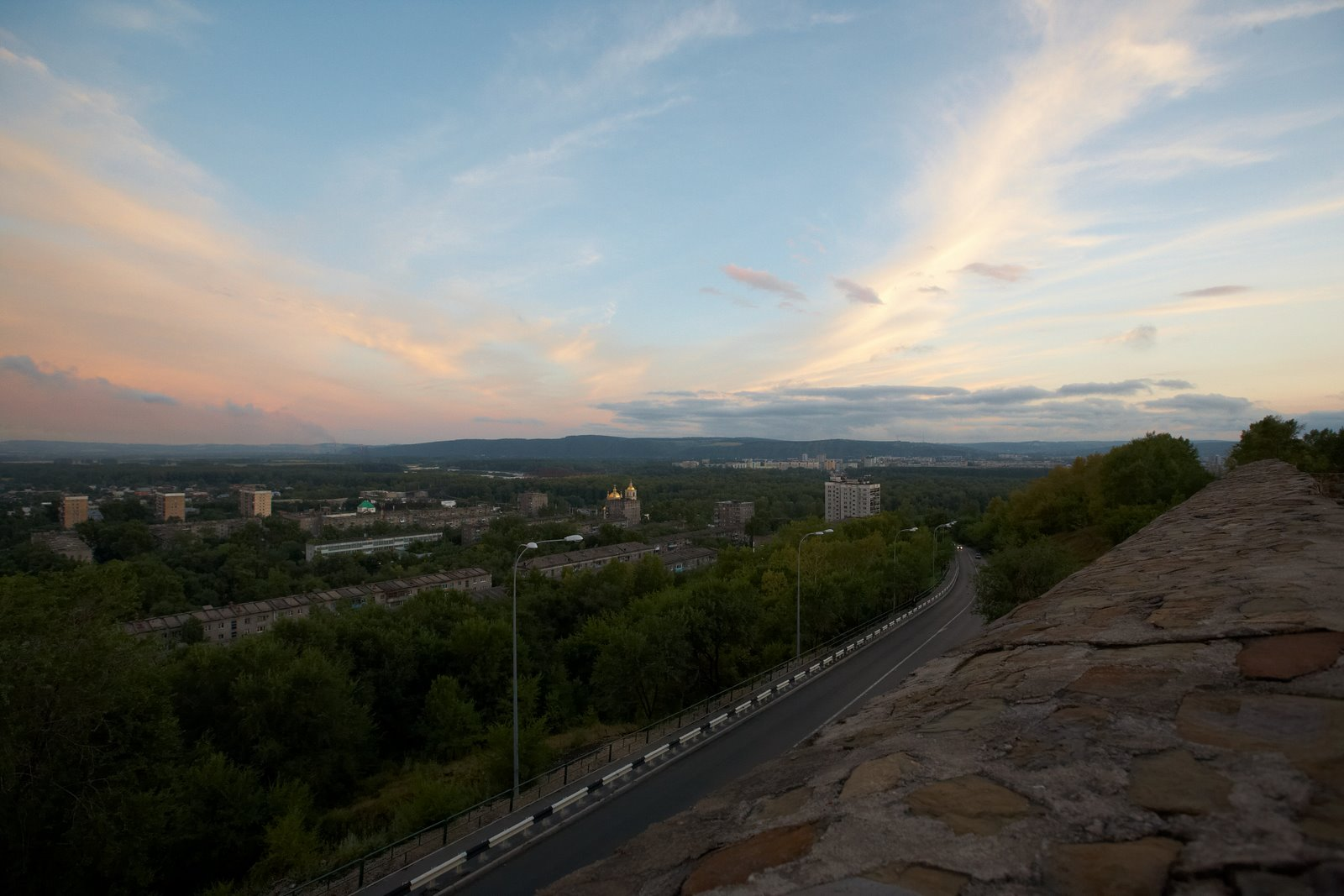
Vue sur Novokouznetsk.